# 埃奇倫 (新澤西州)
埃奇倫（英語：Echelon）是位於美國新澤西州康登縣的普查規定居民點。

## 人口
根據2020年美國人口普查的數據，埃奇倫的面積為7.35平方千米，當中陸地面積為7.24平方千米，而水域面積為0.11平方千米。當地共有人口11896人，而人口密度為每平方千米1,618.5人。